# Museo de arte asiático de Corfú
El Museo de Arte Asiático de Corfú es el único de Grecia y uno de los más importantes de Europa en su categoría. Creado en 1928, contiene unas 11.000 piezas, que van desde el siglo XI a. C. hasta el siglo XX d. C. y cubre una gran variedad de países asiáticos. La mayor parte de la colección (más de 10 000 objetos) viene de China y Japón. El resto viene del Tíbet, Corea, India, Pakistán, Nepal, Tailandia y Camboya.

## Colecciones
Las colecciones del museo han crecido gracias a donaciones privadas. La más importante de ellas, que constituyó el núcleo del museo, fue la colección privada del diplomático Grigorios Manos, que fue embajador de Grecia en Francia y Austria a finales del siglo XIX. Su colección contenía más de 10.500 objetos, entre los que se cuentan artefactos metálicos, cerámica, grabados en madera, pinturas, armas, esculturas y otros objetos menores, provenientes de China, Corea y Japón. La segunda mayor donación es la colección de Nikolaos Jatzivasileiou, que fue embajador de Grecia en India y Japón. Esta incluye 450 objetos, principalmente tapices coreanos y japoneses, así como esculturas indias, tailandesas o pakistaníes (entre ellas, esculturas grecobudistas de Gadara). La colección de Jarilaos Jiotakis, un comerciante griego que vivió en los Países Bajos durante varios años, es la tercera mayor donación, con 341 piezas de cerámica china de los siglos XVI al XVIII y otras de arte coreano y japonés. También son dignas de mención las colecciones menores de Petros Almanajos (porcelana y pinturas chinas; alfombras persas), Iordanis Sinisoglou (cerámica y muebles chinos) y Yanis Kolas.

## Ubicación y estructura

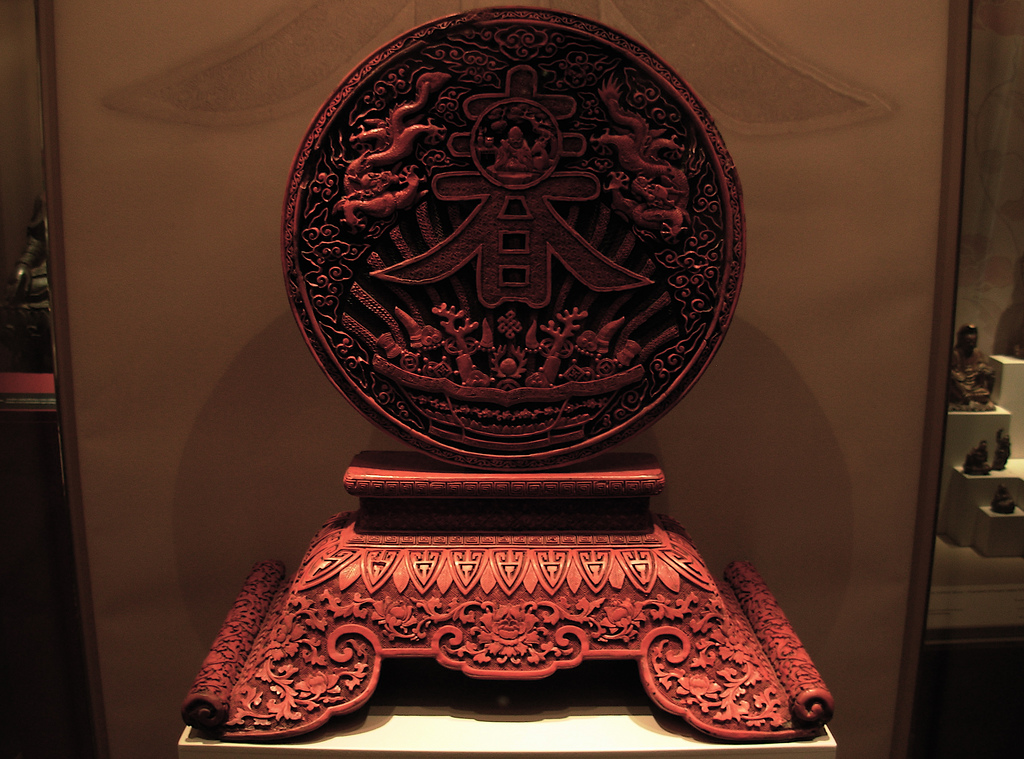
Pieza de la colección china.

El museo está ubicado en el Palacio de San Miguel y San Jorge (el Palacio Real), un imponente edificio de tres plantas y un bello ejemplo de la arquitectura neoclásica, construido entre 1818 y 1823 y situado en el extremo norte de la plaza Spianada. Las salas de exposición ocupan la planta baja y la primera planta, estando ampliamente remodeladas. El ala oeste de la primera planta recoge la colección japonesa, mientras que el ala este recoge la colección china. Las obras de otras naciones están distribuidas entre estos dos grandes grupos. Las salas principales del palacio, que son la Sala del Senado en la planta baja y la Rotonda, sala del trono y comedor en la primera planta, están restauradas y abiertas al público. Las dependencias del museo también contienen laboratorios especializados para la conservación de papel, madera, cerámica y metal, así como oficinas, almacenes, un archivo fotográfico, una profusa biblioteca y una sala de lectura.

## Otras actividades
El museo organiza exposiciones temporales y colabora con otros museos y especialistas con intereses similares.